# برنارد مونتگومری

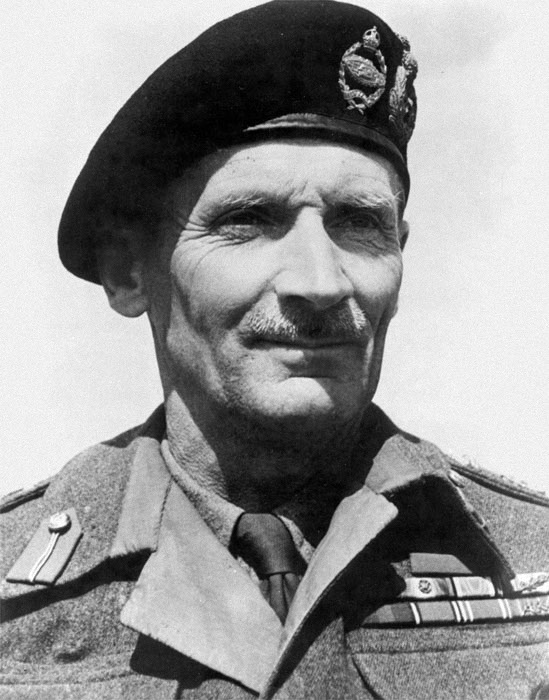
ژنرال برنارد لاو مونتگومری

ژنرال برنارد لاو مونتگومری که سربازانش وی را با نام مونتی می‌شناختند، فرماندهٔ ارتش هشتم انگلیس در نبرد شمال آفریقا و نبرد نهایی العلمین و در شمال فرانسه نبرد نرماندی در خلال جنگ جهانی دوم بود.
مونتگومری دشمن قسم خوردهٔ اروین رومل، فرمانده نامدار آلمانی در شمال آفریقا بود با اینکه از وی شکست‌های خفت باری خورد اما هیچگاه حاضر به اهانت به رومل نشد. مونتگومری رومل را دشمنی لایق و شایسته و خود را مشتاق یادگیری از او دانسته‌است.